# АЕС Нінде
Атомна електростанція Нінде (спрощ.: 宁德核电站; кит. трад.: 寧德核電站; піньїнь: Níngdé hé diàn zhàn) — атомна електростанція в провінції Фуцзянь, Китай. Ділянка розташована в селі Бейван у місті Цінью, Фудін, Нінде, Фуцзянь.  Станція матиме шість гігаватних реакторів з водою під тиском (PWR). Перший реактор запрацював 18 квітня 2013 року. Проєкт ядерної енергетики Нінде був схвалений Національною комісією розвитку та реформ (NDRC) у 2007 році.
Проєкт на 51 % фінансується Guangdong Nuclear Investment. Company Ltd, разом з Datang International Power Generation Co та Fujian Coal Group завершують пакет акцій. Загальна сума інвестицій у розмірі 52 мільярдів юанів (7,6 мільярда доларів США) має призвести до завершення фази I Нінде. Включаючи останні два блоки фази II, загальна вартість перевищить 70 мільярдів юанів. Чотири блоки Етапу I вироблятимуть близько 30 мільярдів кіловат-годин на рік, за що станція стягуватиме 0,37 юаня/кВт·год (11 мільярдів юанів/рік).
Нінде знаменує собою крок у розвитку внутрішньої ядерної промисловості Китаю. Шу Гоган, генеральний директор China Guangdong Nuclear Power Project, сказав: «Ми побудували 55 відсотків Ліньао Черги 2, 70 відсотків Хун'яньхе, 80 відсотків Нінде і 90 відсотків АЕС Янцзян». Підготовка майданчика в Нінде тривала впродовж 2007 року, а перший бетон для Нінде 1 було залито в лютому 2008 року. Нінде 2 відбувся через дев'ять місяців. Очікується, що будівництво кожного блоку триватиме 58 місяців. Нінде 1 було підключено до мережі 28 грудня 2012 року та введено в повну комерційну експлуатацію 18 квітня 2013 року.
У липні 2024 року залито перший бетон для блоку 5, першого з двох реакторів Хуалун 1.

## Інформація про реактори
| Блок     | Модель   | Чиста потужність | Загальна потужність | Термічна потужність | Початок будівництва | Перша критичність | Підключення до мережі | Комерційна експлуатація | Зауваження    |
| -------- | -------- | ---------------- | ------------------- | ------------------- | ------------------- | ----------------- | --------------------- | ----------------------- | ------------- |
| Черга I  |          |                  |                     |                     |                     |                   |                       |                         |               |
| Нінде 1  | CPR-1000 | 1018 МВт         | 1089 МВт            | 2905 МВт            | 2008-02-18          | 2012-11-24        | 2012-12-28            | 2013-04-15              | [ 12 ]        |
| Нінде 2  | CPR-1000 | 1018 МВт         | 1089 МВт            | 2905 МВт            | 2008-11-12          | 2013-12-20        | 2014-01-04            | 2014-05-04              | [ 13 ]        |
| Нінде 3  | CPR-1000 | 1018 МВт         | 1089 МВт            | 2905 МВт            | 2010-01-08          | 2015-03-08        | 2015-03-21            | 2015-06-10              | [ 14 ] [ 15 ] |
| Нінде 4  | CPR-1000 | 1018 МВт         | 1089 МВт            | 2905 МВт            | 2010-09-29          | 2016-03-16        | 2016-03-29            | 2016-07-21              | [ 16 ]        |
| Черга II |          |                  |                     |                     |                     |                   |                       |                         |               |
| Нінде 5  | HPR-1000 | 1200             |                     | 3180                | 2024-07-28          |                   | 2029                  |                         | [ 17 ]        |
| Нінде 6  | HPR-1000 |                  |                     |                     |                     |                   |                       |                         | [ 18 ]        |